# البلاد (حضرموت)
البلاد هي إحدى قرى الجمهورية اليمنية. وهي تتبع جغرافيًا لمحافظة حضرموت. وإداريًا لمديرية القطن. يبلغ تعداد سكانها 1045 نسمة حسب الإحصاء الذي أجري عام 2004.